# The Sound of Music
The Sound of Music (titulada: Sonrisas y Lágrimas en España y La Novicia Rebelde en Hispanoamérica) es una película de drama musical estadounidense de 1965 producida y dirigida por Robert Wise y protagonizada por Julie Andrews y Christopher Plummer, con Richard Haydn, Peggy Wood, Charmian Carr y Eleanor Parker. La película es una adaptación del musical de 1959 del mismo nombre, compuesto por Richard Rodgers con letra de Oscar Hammerstein II. El guion de la película fue escrito por Ernest Lehman, adaptado del libro del musical teatral de Lindsay y Crouse. Basada en las memorias de 1949 La Historia de los Cantantes de la Familia Trapp de Maria von Trapp, la película trata sobre una joven postulante a un monasterio austriaco en Salzburgo, Austria en 1938, quien es enviada a la villa de un oficial naval retirado y viudo para ser institutriz de sus siete hijos. Después de traer el amor y la música a la vida de la familia, se casa con el oficial y, junto con los niños, encuentra la manera de sobrevivir a la pérdida de su patria a manos de los nazis. 
El rodaje tuvo lugar de marzo a septiembre de 1964 en Los Ángeles y Salzburgo. The Sound of Music se estrenó el 2 de marzo de 1965 en los Estados Unidos, inicialmente como un estreno teatral limitado. Aunque la respuesta crítica inicial a la película fue mixta, fue un gran éxito comercial, convirtiéndose en la película número uno en taquilla después de cuatro semanas y la película más taquillera de 1965; en noviembre de 1966, se había convertido en la película más taquillera de todos los tiempos—superando Lo que el viento se llevó—y mantuvo esa distinción durante cinco años. La película fue igual de popular en todo el mundo, rompiendo récords de taquilla anteriores en veintinueve países. Luego de un estreno en cines inicial que duró cuatro años y medio y dos reestrenos exitosos, la película vendió 283 millones de entradas en todo el mundo y ganó un total mundial bruto de $286 millones. 
The Sound of Music recibió cinco Premios de la Academia, incluidos Mejor Película y Mejor Director, el segundo par de ambos premios de Wise, el primero por la película de 1961 West Side Story. La película también recibió dos Globos de Oro, a la Mejor Película y Mejor Actriz, el Premio del Sindicato de Directores de América por Logro Destacado como Director y el Premio del Sindicato de Escritores de América al Mejor Musical Estadounidense Escrito. En 1998, el American Film Institute (AFI) incluyó a The Sound of Music como la quincuagésima quinta película estadounidense más grande de todos los tiempos y la cuarta película musical más grande. En 2001, la Biblioteca del Congreso de los Estados Unidos seleccionó la película para su conservación en el National Film Registry, encontrándola "cultural, histórica o estéticamente significativa".

## Trama
Maria es una joven austriaca de espíritu libre que estudia para convertirse en monja en la Abadía de Nonnberg en Salzburgo. Su entusiasmo juvenil y su falta de disciplina causan cierta preocupación. La madre abadesa envía a María a la villa del oficial naval retirado, el capitán Georg von Trapp, para que sea la institutriz de sus siete hijos —Liesl, Friedrich, Louisa, Kurt, Brigitta, Marta y Gretl—. El Capitán ha estado criando solo a sus hijos bajo una estricta disciplina militar tras la muerte de su esposa. Aunque los niños se portan mal al principio, María responde con amabilidad y paciencia, y pronto los niños llegan a confiar en ella y respetarla.
Mientras el Capitán está en Viena, María hace ropa de juego para los niños con cortinas que se van a cambiar. Los lleva por Salzburgo y las montañas circundantes y les enseña a cantar. Cuando el Capitán regresa a la villa con la baronesa Elsa Schraeder, una rica socialité, y su amigo en común, el "Tío" Max Detweiler, son recibidos por María y los niños que regresan de un paseo en bote por el lago que concluye cuando su bote vuelca. Disgustado por la ropa y las actividades de sus hijos, y el apasionado llamado de María para que se acerque más a sus hijos, el Capitán le ordena que regrese a la abadía. En ese momento escucha un canto proveniente del interior de la casa y se asombra al ver a sus hijos cantando para la baronesa. Lleno de emoción, el Capitán se une a sus hijos, cantando por primera vez en años. Se disculpa con María y le pide que se quede.
Impresionado por el canto de los niños, Max propone que los inscriba en el próximo Festival de Salzburgo. Pero la sugerencia es inmediatamente rechazada por el Capitán, ya que no permite que sus hijos canten en público. Sin embargo, accede a organizar una gran fiesta en la villa. La noche de la fiesta, mientras los invitados en traje formal bailan el vals en el salón de baile, María y los niños miran desde la terraza del jardín. Cuando el Capitán se da cuenta de que María le está enseñando a Kurt la danza folclórica tradicional de Ländler, interviene y acompaña a María en una elegante actuación que culmina en un estrecho abrazo. Confundida acerca de sus sentimientos, María se sonroja y se separa. Más tarde, la baronesa, que notó la atracción del Capitán por María, oculta sus celos convenciendo indirectamente a María de que debe regresar a la abadía. De vuelta en la abadía, cuando la Madre Abadesa se entera de que María se ha mantenido recluida para evitar sus sentimientos por el Capitán, la anima a regresar a la villa para buscar su propósito en la vida. Después de que María regresa a la villa, se entera del compromiso del Capitán con la Baronesa y acepta quedarse hasta que encuentren una institutriz de reemplazo. Sin embargo, los sentimientos del Capitán por María no han cambiado y, después de romper el compromiso, el Capitán se casa con María.
Mientras están de luna de miel, Max inscribe a los niños en el Festival de Salzburgo en contra de los deseos de su padre. Al enterarse de que Austria ha sido anexada por el Tercer Reich en el Anschluss, la pareja regresa a su hogar. Allí, el capitán recibe un telegrama en el que se le ordena presentarse en la base naval alemana de Bremerhaven para aceptar un puesto en la Kriegsmarine. Fuertemente opuesto a los nazis y al Anschluss, el Capitán le dice a su familia que deben abandonar Austria de inmediato. Esa noche, la familia von Trapp intenta huir a Suiza, pero un grupo de Sturmabteilung los detiene fuera de la villa. Cuando el Gauleiter Hans Zeller le pregunta, el Capitán sostiene que se dirigen al Festival de Salzburgo para actuar. Zeller insiste en escoltarlos al festival, luego de lo cual sus hombres acompañarán al Capitán a Bremerhaven.
Más tarde, esa noche en el festival, durante su número final, la familia von Trapp se escabulle y busca refugio en la abadía cercana, donde la Madre Abadesa los esconde en la cripta del cementerio. Los camisas marrones pronto llegan y registran la abadía, pero la familia puede escapar usando el auto del cuidador. Cuando los soldados intentan perseguirlos, descubren que sus autos no arrancan, ya que dos de las monjas han saboteado sus motores. A la mañana siguiente, después de conducir hasta la frontera suiza, la familia von Trapp cruza a pie la frontera hacia Suiza en busca de seguridad y libertad.

## Reparto
| Personaje                      | Actor                           | Doblaje (México)       | Doblaje (España) 1965  |
| ------------------------------ | ------------------------------- | ---------------------- | ---------------------- |
| María von Trapp                | Julie Andrews                   | Rocío Garcel           | Rosa Guiñón            |
| María von Trapp                | Julie Andrews (canciones)       | -                      | Teresa María           |
| Capitán Georg Ludwig von Trapp | Christopher Plummer             | José Lavat             | José Luis Sansalvador  |
| Capitán Georg Ludwig von Trapp | Christopher Plummer (canciones) | -                      | Alberto Aguilá         |
| Madre Abadesa                  | Peggy Wood                      | Velia Vegar            | María Victoria Durá    |
| Liesl von Trapp (16 años)      | Charmian Carr                   | Diana Santos           | Consuelo Vives         |
| Liesl von Trapp (16 años)      | Charmian Carr (canciones)       | -                      | Lita Torelló           |
| Friedrich von Trapp (14 años)  | Nicholas Hammond                | Rocío Garcel           | Julia Gallego          |
| Friedrich von Trapp (14 años)  | Nicholas Hammond (canciones)    | -                      | Javier Romaní          |
| Louisa von Trapp (13 años)     | Heather Menzies                 | Cristina Camargo       | Esperanza Navarro      |
| Louisa von Trapp (13 años)     | Heather Menzies (canciones)     | -                      | Montserrat García      |
| Kurt von Trapp (11 años)       | Duane Chase                     | Diana Santos           | Gloria Roig            |
| Kurt von Trapp (11 años)       | Duane Chase (canciones)         | -                      | Jorge Abansó           |
| Brigitta von Trapp (10 años)   | Angela Cartwright               | Patricia Acevedo       | Marta Angelat          |
| Brigitta von Trapp (10 años)   | Angela Cartwright (canciones)   |                        | Vicente Santos         |
| Marta von Trapp (7 años)       | Debbie Turner                   | Socorro de la Campa    | Luisita Soler          |
| Marta von Trapp (7 años)       | Debbie Turner (canciones)       | -                      | María Teresa Parellada |
| Gretl von Trapp (5 años)       | Kym Karath                      | Cristina Camargo       |                        |
| Gretl von Trapp (5 años)       | Kym Karath (canciones)          | -                      | Isidro Bello           |
| Max Detweiler                  | Richard Haydn                   |                        | Felipe Peña            |
| Baronesa Elsa Schraeder        | Eleanor Parker                  | Magdalena Leonel       | Elsa Fábregas          |
| Rolf                           | Daniel Truhitte                 | Juan Alfonso Carralero | Emilio Freixas         |
| Rolf                           | Daniel Truhitte (canciones)     | -                      | Luis Olivares          |
| Hans Zeller, Gauleiter         | Ben Wright                      | Esteban Siller         | José María Angelat     |
| Franz, el mayordomo            | Gil Stuart                      | Sergio Barrios         | Miguel Alonso          |
| Frau Schmidt, el ama de llaves | Norma Varden                    | Carmen Donna-Dío       | Carmen Robles          |
| Sor Berta                      | Portia Nelson                   |                        | Marta Martorell        |
| Sor Sofía                      | Marni Nixon                     |                        | María Luisa Solá       |
| Sor Agatha                     | Doreen Tryden                   |                        | Enriqueta Linares      |

### Datos de doblaje
| País                              | Director              | Estudio                | Ciudad           |
| --------------------------------- | --------------------- | ---------------------- | ---------------- |
| España                            | José Luis Sansalvador | Voz de España, S.A.    | Barcelona        |
| México                            | Magdalena Leonel      | Sono-Mex Doblajes S.A. | Ciudad de México |
| México (redoblaje, solo para DVD) | Adrián Fogarty        | AF The Dubbing House   | Ciudad de México |

### Otros datos
- Doblaje de España:
  - Adaptación de las canciones al español: Ernesto Santandreu (Maestro Damasco).
  - El coro de niños que doblan a los niños Trapp, excepto Lita Torelló, pertenecían a la Coral Sant Jordi.

- Doblaje de México:
  - En el doblaje original, todas las canciones se dejaron en su idioma original.
  - En el redoblaje, se adaptaron todas al español.
  - La película con el doblaje original es la que se sigue emitiendo esporádicamente en TV en los canales de pago y otros.

## Historia real
La familia von Trapp existió en la vida real y la película está basada en sus aventuras. En la película, la acción transcurre en 1938, pero en la vida real, Maria se casó con el capitán en 1927 y vivió hasta 1938 con su marido y los niños en Salzburgo. Maria llegó a la familia en 1926 como gobernante de su tocaya Maria, enferma de escarlatina. Los hijos del Capitán von Trapp eran realmente siete (nacieron otros tres después, hijos de María Augusta). No huyeron a través de las montañas hacia Suiza (lo cual desde Salzburgo es imposible y solo los habría acercado a Hitler en Obersalzberg), sino que María planeó una gira a América, y así fueron cómodamente en tren a Italia. De Italia siguieron a Londres y de ahí finalmente lograron emigrar a los Estados Unidos. Allí siguieron cantando durante años, pero dejaron de cantar cuando el grupo empezaba a tener miembros de fuera de la familia.

## El musical de Broadway

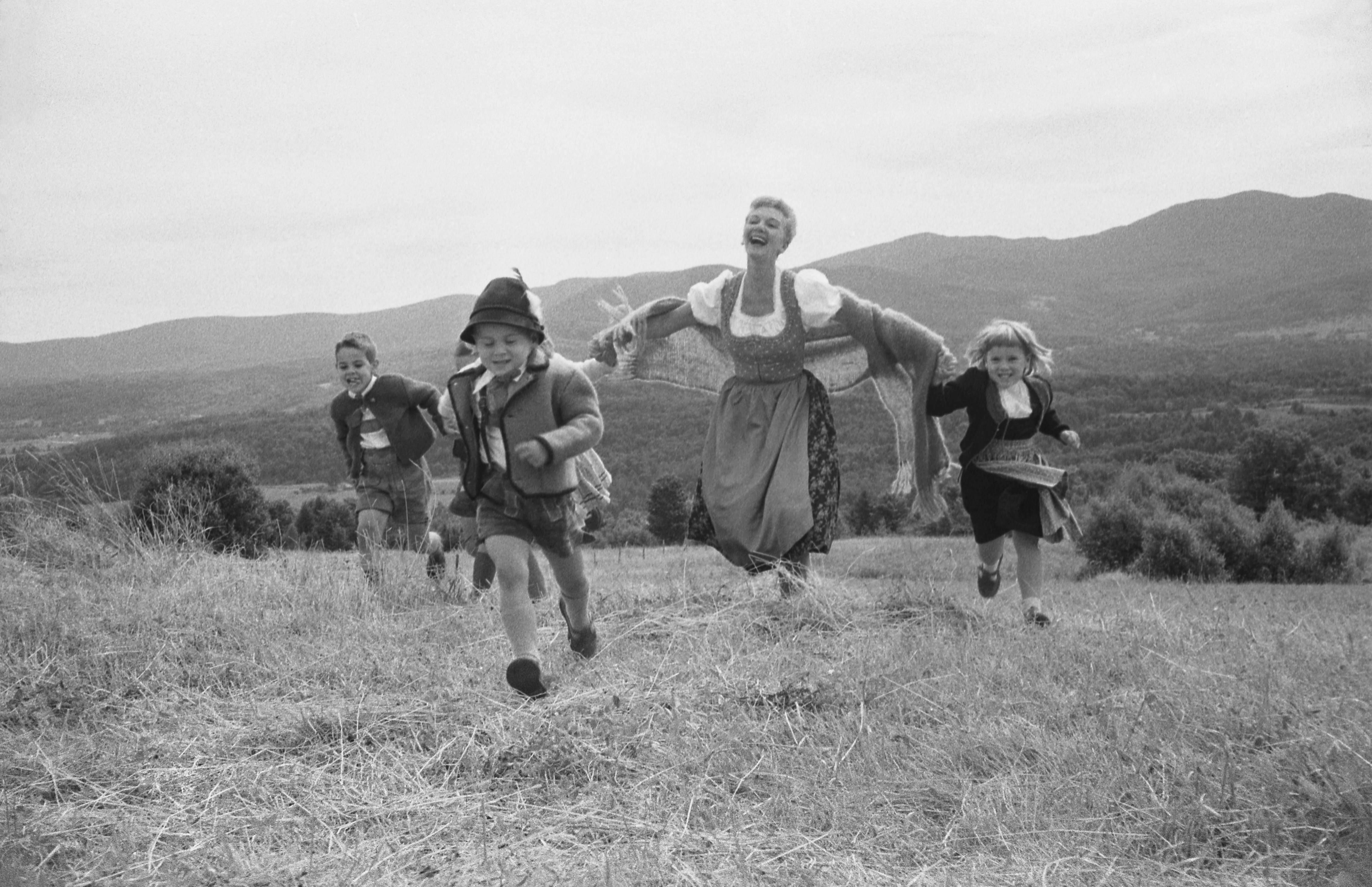
Mary Martin con niños en una foto publicitaria del musical The Sound of Music.

La historia de María Trapp pronto se hizo famosa en el mundo entero cuando la baronesa publicó sus memorias en 1949, una vez derrotado el nazismo. Mary Martin, una estrella de Broadway, había visto una película alemana sobre la familia Trapp (Die Trapp-Familie, Wolfgang Liebeneiner, 1956) y quiso convertirlo en musical, si bien al hacerlo ocultaron deliberadamente al público que los protagonistas, afectados por la crisis económica de los años treinta, habían tenido que convertir su mansión en una residencia. Richard Rodgers y Oscar Hammerstein II consiguieron la licencia para representar la obra que alcanzó las 1443 funciones, haciéndose con seis premios Tony.
En 1960, y a pesar de la muerte de Hammerstein, Hollywood decidió convertir la obra en una película.

## Producción
Tras rechazar la oferta de la Universal, Richard Rodgers apostó por confiar el proyecto a la 20th Century Fox, compañía que estaba prácticamente arruinada después del rodaje de Cleopatra. Para la elección de director, entre los directores contratados por el estudio figuraba Robert Wise, quien ya había logrado un gran éxito crítico y comercial con la adaptación de West Side Story. Sin embargo, Wise alegó que no le interesaba el proyecto. El responsable de la compañía Darryl Zanuck tanteó entonces a William Wyler y a Billy Wilder, aunque sin convencerlos. Zanuck volvió entonces a presionar a Wise, cuyo anterior proyecto The Sand Pebbles tuvo que posponerse porque su protagonista (Steve McQueen) había enfermado. A pesar de ello el director renegó de «la sacarina de la obra, la cual era imposible de eliminar al completo». No obstante, al poder trabajar con sus colaboradores de West Side Story —Saul Chaplin, Ernest Lehman y Boris Leven— terminó aceptando.
Para los papeles protagonistas, y en concreto para el de Maria, se pensó en Mary Martin, pero ésta no podía encarnar a la protagonista, ya que para entonces contaba con cincuenta y cinco años imposibles de disimular en una pantalla de cine. Por aquellos días, el público comenzaba a acudir a los primeros pases de Mary Poppins; el nombre de Julie Andrews empezaba a sonar entre la profesión, pero su escasa fama, sumada al hecho de que en 1962 satirizó la historia de los Trapp en televisión junto a Carol Burnett, hacían que tuviera difícil conseguir el papel. Pero, aun con estas dificultades, y pese a la oposición de la verdadera María y de Rodgers, Julie Andrews fue la protagonista gracias a la insistencia de Wise. Cobró 225 000 dólares.
Una vez conseguida la protagonista, había que conseguir los intérpretes para los papeles del Capitán von Trapp y la Baronesa. En este sentido, Wise también mantuvo su criterio al defender a Christopher Plummer en lugar de Dean Martin, y a Eleanor Parker, cuya estrella se había apagado años antes, por encima de Doris Day o Debbie Reynolds.
Para la versión cinematográfica, Rodgers decidió eliminar tres canciones del libreto original, aunque también incluyó dos nuevas: "I Have Confidence" y "Something Good".
En la primavera de 1964 se inició el rodaje. Los niños seleccionados para interpretar a los hijos del Capitán carecían de una confianza que Andrews intentó infundirles. Asimismo, las lluvias lograron retrasar un poco el rodaje y, por si fuera poco, sus efectos sobre el suelo dificultaron la labor de la actriz principal en la escena de apertura de la película. Además, Debbie Turner, la niña que interpretaba a Martha von Trapp de 7 años, perdió todos sus dientes en plena filmación; un dentista tuvo que implantarle una dentadura postiza en una sola noche.
La Baronesa Trapp trabajó como figurante por veinte dólares en la escena en la que se grababa la despedida del Capitán; de esta manera conoció personalmente a Julie Andrews, cuya popularidad entre el equipo irritaba a Christopher Plummer, que fue doblado en las canciones. A pesar de que el actor se refirió al filme durante mucho tiempo como The Sound of the Mocus (literalmente, 'el sonido de los mocos'), finalmente volvería a formar pareja con Andrews en el telefilme En el estanque dorado.
Aun con todos esos percances, el presupuesto solo se incrementó en un millón de dólares sobre los ocho del montante inicial, cifra bastante económica si se considera que para el año 1969 la película ya había recaudado 115 millones de dólares.

## Canciones
Toda las canciones llevan la música de Richard Rodgers y las letras de Oscar Hammerstein II. Los pasajes instrumentales fueron adaptados por Irwin Kostal.
- "Preludio" y "The Sound of Music"
- "Obertura" (Los títulos principales son "The Sound of Music", "Do-Re-Mi", "My Favorite Things", "Something Good" y "Climb Ev'ry Mountain")
- "Preludio: Dixit Dominus", "Morning Hymn" ("Rex admirabilis" y "Alleluia", basadas en canciones tradicionales)
- "Maria"
- "I Have Confidence" (letra y música de Rodgers)
- "Sixteen Going On Seventeen"
- "My Favorite Things"
- "Salzburg Montage"
- "Do-Re-Mi"
- "The Sound of Music"
- "The Lonely Goatherd"
- "Edelweiss"
- "The Grand Waltz"
- "Ländler"
- "So Long, Farewell"
- "Processional Waltz"
- "Goodbye Maria/How Can Love Survive Waltz"
- "Edelweiss Waltz"
- "Entr'acte"
- "Climb Ev'ry Mountain"
- "My Favorite Things"
- "Something Good" (letra y música de Rodgers)
- "Processional" (instrumental) y "Maria"
- "Sixteen Going On Seventeen" (reprise)
- "Do-Re-Mi"
- "Edelweiss"
- "So Long, Farewell"
- "Climb Ev'ry Mountain" (reprise)
- "Títulos finales"

El libretista Oscar Hammerstein II murió en 1960, un par de años antes de que se empezara a producir la película. Richard Rodgers entonces tuvo que escribir las letras de dos canciones que se añadieron al repertorio: "Something Good" y "I Have Confidence". "Something Good" reemplazó a la canción romántica original "An Ordinary Couple", ya que no le gustaba a Rodgers.
"I Have Confidence" fue escrita para rellenar el espacio en el que María se muda a la mansión de los von Trapp. Durante ese segmento, Julie Andrews atraviesa un arco, y en ese momento es posible observar a la verdadera María von Trapp, a una de sus hijas (Rosmarie) y a una de las hijas de Werner. El día que se filmó esa escena, la verdadera familia von Trapp llegó de visita inesperadamente al set de filmación y Wise les ofreció que aparecieran como figurantes en la película. Durante esa escena, Julie Andrews se tropezó y el director decidió dejar el espontáneo traspié para darle más carácter al personaje de María von Trapp.

## Estreno
Los estrenos de la película se celebraron en Mineápolis y Nueva York. Al término de este último, el pintor español Salvador Dalí exclamó: «Julie Andrews es tan buena actriz como yo pintor». La crítica atacó la película por resultar «empalagosa», pero finalmente, impulsada por el favor de la taquilla, la condujo a los Óscar.
Su máxima rival ese año fue Doctor Zhivago, cuya protagonista era Julie Christie, y que ese año optaba, junto a Andrews, al premio a la Mejor actriz, pero por otro filme, Darling. Las dos actrices decidieron acudir juntas al acto que se celebró en el Santa Mónica Civic Auditorium. Esa noche, el presentador anunció que la ganadora era Julie... Christie. Andrews había vencido el año anterior, factor que incidió en su derrota. No obstante, Andrews subió al escenario para recoger el Óscar al mejor director y el Óscar a la mejor película.

### Estrenos internacionales
- Reino Unido: 29 de marzo de 1965
- Australia: 17 de abril de 1965
- Japón: 19 de junio de 1965
- Hong Kong: 11 de noviembre de 1965
- Argentina: 1 de diciembre de 1965
- Suecia: 9 de diciembre de 1965
- Finlandia: 17 de diciembre de 1965
- España: 20 de diciembre de 1965 (Sonrisas y lágrimas)
- Dinamarca: 20 de diciembre de 1965
- Italia: 30 de diciembre de 1965 (Tutti insieme appassionatamente)
- Francia: 17 de febrero de 1966 ( La mélodie du bonheur)
- Noruega: 7 de abril de 1966

Además, la película se adaptó para varios países, incluyendo Alemania y Austria (Meine Lieder, Meine Träume), Portugal (Música no Coração), Brasil (A Noviça Rebelde), Italia (Tutti insieme Appassionatamente), Países Bajos (De mooiste muziek), España (Sonrisas y Lágrimas), Grecia (Η μελωδία της ευτυχίας), Israel (צלילי המוזיקה o Tzeliley ha-muzika), Arabia Saudita (صوت الموسيقى o Saut al-musiqa), Hispanoamérica (La novicia rebelde), Irán (اشکها و لبخندها o Ashkha va labkhandha), Eslovenia (Moje pesmi, moje sanje), Yugoslavia (Moje pesme, moji snovi) y Tailandia (มนต์รักเพลงสวรรค์).

## Premios

### Premios Óscar[14]
- Ganadora del premio a la Mejor película.
- Ganadora del premio al Mejor director: Robert Wise.
- Ganadora del premio al Mejor montaje: William H. Reynolds.
- Ganadora del premio a la Mejor banda sonora: Irwin Kostal.
- Ganadora del premio al mejor sonido: James Corcoran y Fred Hynes
- Candidatura a la Mejor actriz: Julie Andrews.
- Candidatura a la Mejor actriz de reparto: Peggy Wood.
- Candidatura a la Mejor dirección artística (color): Boris Leven (Dirección artística); Walter M. Scott y Ruby R. Levitt (Diseño de decorados).
- Candidatura a la Mejor fotografía (color): Ted D. McCord.
- Candidatura al Mejor diseño de vestuario (color): Dorothy Jeakins.

### Premios Globo de Oro[15]
- Ganadora del premio a la Mejor película de comedia o musical.
- Ganadora del premio a la Mejor actriz de comedia o musical: Julie Andrews.
- Candidatura a la Mejor actriz de reparto: Peggy Wood.
- Candidatura al Mejor director: Robert Wise.

## Doblaje
De esta película se doblaron los diálogos y las canciones en los siguientes países en sus respectivos estrenos:
- Alemania,
- España,
- Francia,
- Italia.

En los doblajes originales de España, Francia e Italia se doblaron todas las canciones salvo "How do you solve a problem like Maria?" y "Climb every mountain", que se mantuvieron en versión original con subtítulos para sus emisiones televisivas y para las ediciones en DVD (los temas principales, no los reprises que sí se doblaron al castellano, no en italiano que solamente se oía la música de fondo). En las últimas ediciones, tanto en Blu-ray como en DVD, se doblaron ambos temas en castellano e italiano con voces de cantantes actuales.
La película fue cortada en Alemania en su estreno. Se cortó toda la parte del final. La película terminaba en el momento en que María y el Capitán se casaban, habiendo un brusco corte al terminar la boda con la palabra "Ende".
En 2011, y con motivo de su 45 aniversario, se procedió en realizar un nuevo doblaje íntegro de diálogos y canciones en su versión alemana para su relanzamiento en Blu-ray y DVD, respetando el metraje original.